# Amphiroa echigoensis
 Amphiroa echigoensis Yendo   é o nome botânico  de uma espécie de algas vermelhas pluricelulares do gênero Amphiroa.
- São algas marinhas encontradas no Japão e Coreia.

## Sinonímia
Não apresenta sinônimos.